# Університет Париж-Декарт
Університет Париж V (або Університет Париж-Декарт) — французький державний медичний університет, єдиний в Іль-де-Франс, має факультети медицини, фармацевтики та стоматології

## Історія
Факультет медицини Паризького університету заснований в 1253 році невдовзі після заснування факультетів теології, літератури і мистецтва, права. Аж до XVIII століття факультет копіює методи освіти факультету теології, протягом багатьох століть не визнає численні відкриття в сфері медицини, постійно веде боротьбу з докторами, хірургами та іншими «шарлатанами», що не мають достатньої книжної освіти. Тільки після Великої французької революції факультет модернізується. Модерна історія університету починається в 1769 році, коли за розпорядженням Людовіка XV було створено школу хірургії. У XIX столітті школа приєднується до факультету медицини Паризького університету. В 1970 році, після травневих подій 1968 року Паризький університет розформовується і на його основі створюються 13 незалежних університетів. На базі факультету медицини створюється Університет Париж V, до якого приєднуються факультет зубної хірургії та Інститут фізичної культури і спорту. В 1976 році до університету Париж V приєднується факультет права, що був розташований в районі Малахов

## Пам'ятки архітектури й історії та музеї
Будівлі університету та його факультетів є пам'ятками архітектури й історії. Цьому університетові також підпорядкований Паризький музей історії медицини.
Інститут фізичної культури і спорту розташований в будівлі з багатою історією, яка починається в середині XVIII століття. У будівлі розташовувався медично-оздоровчий центр «La cure de Saint-Sulplice» (до 1791 року), косметична фабрика (1791—1829 рр.), колеж (1829—1914 рр.), шпиталь в період Першої світової війни. В 1923 році будівлю передають у власність Паризького університету.

### Університетський центр Сен-Пре
Університетський центр Сен-Пре складається з трьох будівель. Будівля Сен-Пре споруджена архітектором Жаном Прува на місці каплиці й Шпиталю милосердя Сен-Пре (1620 р.), через другу світову війну будівництво затягується на 17 років. Будівля споруджена в стилі, характерному для архітектури 1950-х років, яка майже не збереглася в Парижі. Будівля Жакоб, споруджена в 1970 році. Історія Собору святого Володимира починається 1620 року, коли на замовлення Марії Медічі було збудовано каплицю для Шпиталю милосердя, в 1731 році каплицю перебудовано французьким архітектором Робером Де Котто . У XVIII столітті в каплиці розташовується частина Шпиталю милосердя і лише в 1943 році вона знову стає храмом, цього разу Собором святого Володимира на честь київського князя Володимира Святославича.

### Факультет фармацевтики
Історія цього будинку починається в 1257 році, заснуванням картезіанського монастиря. В 1578 році відомий французький аптекар Ніколя Уель засновує фонд «Дім християнського милосердя» у який входити будівля монастиря. Після його смерті будинок і фонд переходять до спільноти аптекарів, які його перебудовують. В 1777 році заснований Коллеж фармацевтики, а в XIX столітті заснована перша школа фармацевтики. Дерев'яний камін актового залу (1664 р.), портрет Ніколя Уеля й картина «Зустріч Менелая й Олени з государями Єгипту» має статус національного надбання Франції

### Факультет права
Будівля споруджена в 1927 році для Вищої школи електрики, в 1976 році переходить у власність Університету Париж-Декарт. Будівля є пам'яткою історії й архітектури Франції

### Факультет медицини
Факультет медицини розташовується в декількох будинках, кожен має власну багату історію. Францисканський монастир Парижа заснований в XIII столітті й названий на честь Людовика IX Святого. Під час великої французької революції там знаходився Клуб Кордельєрів, там само пізніше був похований один з ватажків революції Марат Шпиталь заснований у XVIII столітті, в 1893 році Луї Пастер відкриває там першу сучасну операційну в Парижі.
Адміністративний центр університету розташований в будівлі колишньої школи хірургії в паризькому кварталі Одеон. Будинок споруджений французьким архітектором Жаком Гондуеном у грецькому стилі в 1774 році.

## Структура
До університету входить 8 факультетів: Інститут психології з близько 100 різними лабораторіями (66 відносяться до CNRS) та 6 докторських шкіл.

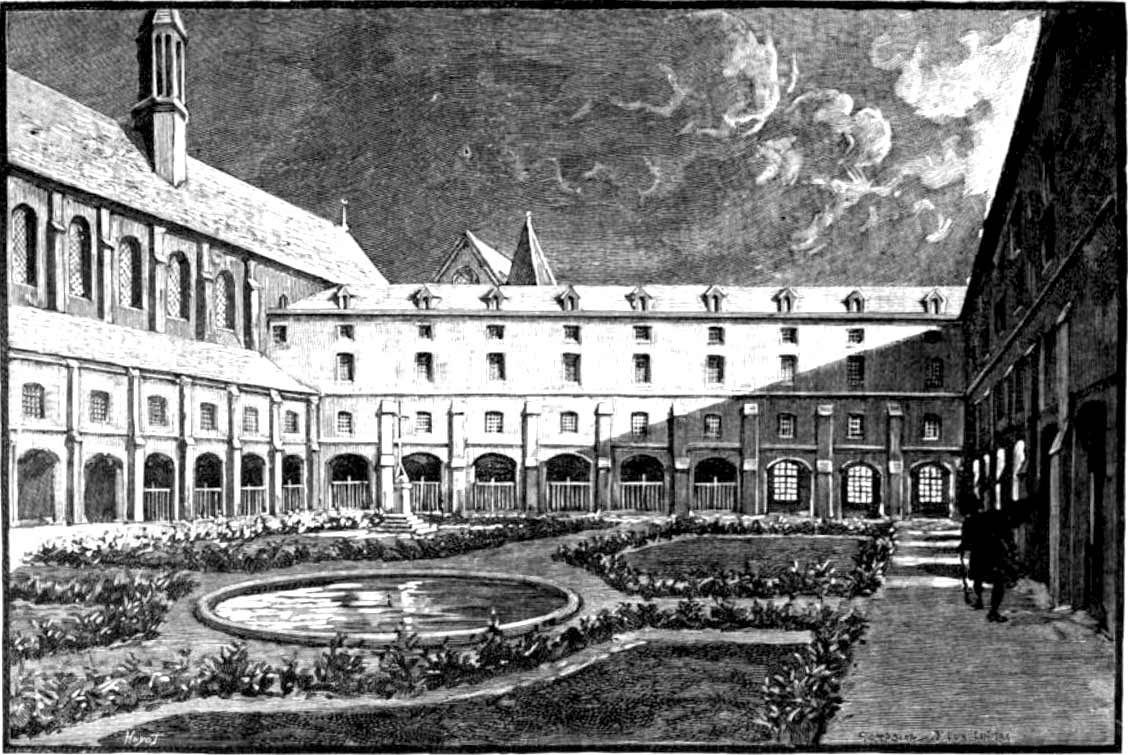
Францисканський монастир Парижа (1793)

### Факультети
- Факультет гуманітарних наук
- Факультет права
- Факультет медицини
- Медико-біологічний факультет Сен-Пре
- Факультет зубної хірургії
- Факультет фармацевтики та біології
- Факультет математики та інформатики
- Факультет фізкультури і спорту

## Знамениті випускники
- Франсуа Фійон — міністр праці Франції 2002—2004 рр, прем’єр-міністр з 2007 року.

## Знамениті професори
- Жорж Баланда — французький соціолог і антрополог
- Мішель Маффесолі — французький соціолог